# Padilla griswoldi
Padilla griswoldi är en spindelart som beskrevs av Daniela Andriamalala 2007. Padilla griswoldi ingår i släktet Padilla och familjen hoppspindlar. Inga underarter finns listade i Catalogue of Life.